# Polytrichophora dubia
Polytrichophora dubia är en tvåvingeart som först beskrevs av Malloch 1934.  Polytrichophora dubia ingår i släktet Polytrichophora och familjen vattenflugor. Inga underarter finns listade i Catalogue of Life.